# Фердинанд I Напуљски
Фердинанд I Напуљски (итал. Ferdinando I, лат. Ferdinandus I; Валенсија, 2. јун 1423-Ђенова, 25. јануар 1494), познат и као Феранте (Ferrante), био је краљ Напуља (1458-1494). Био је син арагонског краља Алфонсa V Трастамаре и његове љубавнице Ђиралдоне Карлино.
Пошто је био ванбрачно дете, његова легитимност је била оспоравана, што је био разлог многих узурпација са којима се борио током година владавине. Поред тога, Фердинанд се морао борити против ојачалог племства, као и против све моћнијих Турака, који су, накратко, од 1480. до 1481. године држали Отранто на Апулији.
Упркос сталној опасности изнутра и споља, у Напуљској краљевини је током Фердинандове владавине цветала уметност и наука, а Напуљ је био прави центар ренесансе.

## Порекло и младост
Фердинанд је рођен 2. јуна 1423. године у Валенсији као син Алфонса V Трастамаре, краља Арагона, и његове љубавнице Ђиралдоне Карлино. Иако незаконито дете, стицајем околности био је једини мушки потомак краља, па с тим и потенцијални наследник.
Прву значајнију улогу Фердинанд је имао 1442. године током очеве опсаде Напуља, којим је владао Рене Анжујски. Наиме, Фердинанд је од два заробљеника добио обавештење да се у град може ући кроз одвод, па је 1. јуна исте године град и освојен на тај начин.
Године 1444. отац га је оженио Изабелом од Тарента и тако га повезао са феудалним породицама из краљевине Напуља.

## Краљ Напуља
Дана 27. јуна 1458. године Алфонсо V је умро и на власти у Арагону га је наследио брат Хуан II, краљ Наваре. У Напуљу је власт уграбио Фердинанд и убрзо су се појавили велики проблеми. Наиме, папа Калист III није желео да призна копиле за новог краља, док је само племство било дубоко подељено. Једни су били за новог арагонског краља Хуана, други за његовог сина Карлоса од Вијане, трећи за сина Ренеа од Анжуа, док ни Фердинанд није био без присталица.
Најмоћнији од њих, краљ Хуан, није био спреман да подржи Карлоса од Вијане, кога није нарочито волео, нити је био наклоњен Жану, сину Ренеа Анжујског, док су присталице њега самог биле премале и преслабе. Стога је пружио подршку Фердинанду, након чега је ситуација почела да се мења у његову корист. Те године умро је папа Калист, а нови папа Пије II је признао све његове титуле, упркос противљењу Жана Анжујског, који је наставио да полаже право на напуљски трон све до 1463. године, када је дефинитивно поражен и вратио се у Провансу.

## Сукоби са Анжујцима
Године 1459. у Напуљу је избила опасна феудална побуна против Фердинандове власти, којој су се прикључили Ђовани Антонио Дел Балцо Орсини, војвода Тарента, и Сигисмондо Пандолфо Малатеста, а предводио ју је Жан Анжујски. Следеће године, обезбедивши помоћ републике Ђенове, Жан се лично искрцао близу Напуља и 7. јула нанео тежак пораз Фердинанду у бици на реци Сарно. Из ове битке је напуљски краљ једва спасао живу главу, а на власти су успеле да га одрже само помоћи страних земаља, попут Папске државе, Урбина, Миланског војводства и Скендербегове Албаније.
Његовом остајању на власти посебно је допринела помоћ ове последње. Наиме, у септембру 1460. године Ђурађ Кастриот Скендербег је краљу Фердинанду послао 500 коњаника предвођених својим рођаком Иваном Стрезом Балшићем. Малатеста је за овај потез запретио да ће склопити савез са Османлијама, али Скендербег је био бржи. Дана 17. априла 1461. године, он је склопио мир са Турцима и крајем августа се лично искрцао у Апулији са 3.000 људи да подржи краља. Том приликом однео је две величанствене победе код Барлета и Транија, обезбедивши Фердинандов трон, после чега је уследило и повлачење Жана Анжујског 1463. године. Међутим, упркос овим великим победама, Фердинандове неприлике са племићима ту нису биле готове.

## Балканска политика
У другој половини 1463. године Млечани су настојали да Фердинанда увуку у подухват који су заједно са Угарима спороводили против Османлија. Међутим, Фердинанд је тада још увек имао домаћих проблема и није се могао упуштати у војне акције у суседству. Услови за то створили су се тек 1466. године, када је напуљски двор понудио Угарима сарадњу у борби против Турака, интересујући се за судбину Херцеговине. Да напуљско учешће није било много морално видимо из тога што је Фердинандов посланик јављао владарима Херцеговине како султан напуљском краљу, као будућем сроднику, уступа Босну и да они стога унапред треба да му предају Нови, желећи да добије упориште на приморју. Међутим, у томе није имао успеха.
Фердинанд је тек 1474. године показао већу активност у балканској политици, када је своју рођаку Маргариту удао за Влатка, владара Херцеговине, поново настојећи да добије чвршће упориште у Приморју на које је одавно полагао. Влатко је пристао на тај брак да би ухватио везе са угледним италијанском породицама и нашао заштите на папској курији, са циљем да западни свет заинтересује за судбину своје земље.
Дана 15. септембра 1476. године, Фердинанд је своју кћерку Беатрис удао за угарског краља Матију Корвина, да би ушао у ближе везе са највећом хришћанском силом Балкана.

## Отрантска криза
Дана 14. августа 1480. године велика турска војска од 20.000 људи се искрцала на Апулији и, на запрепашћење хришћанског света, освојила Отранто. У целој Италији је том приликом завладала зебња и велики страх. Фердинанд и сви остали тамошњи владари сада су упрли очи у Угарску, очекујући спас од ње. Матија Корвин је у јесен, доиста, предузео један повећи поход у Босну у ком је освојио Сарајево. Иако овај поход није имао већег значаја, било какве добре вести су се са чежњом чекале у угроженој Напуљској краљевини.
Заједно са папом Сикстом IV, Фердинанд је почетком 1481. године у писмом позвао Матију да му помогне да поврати Отранто. Угарски краљ је примио писма обојице 9. марта у Загребу и већ сутрадан је послао војску од 400 пешака, 200 хусара  и 100 оклопљених коњаника предвођену Блажом Мађаром у Сењ, одакле је испловила за Италију. Дана 3. маја 1481. умро је султан Мехмед II и у Османском царству су наступили сукоби око престола, који су онемогућили снабдевање војске у Отранту. У међувремену, Никола Дукађин је почео акцију против Турака у Албанији, очигледно Фердинандовим потицајем, пошто је краљ желео да одбије турски интерес од јужне Италије. Дукађин није имао успеха, али удружене хришћанске снаге успеле су да освоје Отранто у августу.
Охрабрен турским поразом у Отранту, Влатко Херцеговић је покушао да одбаци власт Османлија, али је његова акција завршена катастрофално почетком 1482. године, падом Новог, коме није успела помоћи напуљска флота. Падом Новог пропала је и Херцеговина.

## Ферарски рат
Отколинвши непосредну опасност од Турака, Фердинанд се умешао у италијанска питања. Године 1482. Млетачка република и папа су склопили савез против његовог зета Еркола I од Есте, војводе Фераре, док је Фердинанд стао на његову страну. 21. августа исте године, Напуљске трупе предвођене Алфонсом од Калабрије, Фердинандовим престолонаследником, напале су Папску државу и 21. августа претрпеле страховит пораз код Кампоморта од кондотјера Роберта Малатесте, господара Риминија. Међутим, овај велики војсковођа је умро 10. септембра, па је 28. новембра наступило примирје, а већ 12. децембра био склопљен мир.
Након тога, папа је променио страну и стао у заштиту Фераре, дозволивши напуљским трупама да прођу преко његове територије до Фераре, која је била у опсади. Чак је им је и послао у помоћ свог кондотјера Вирџинија Орсинија. У међувремену, млетачка флота је тешко уништавала напуљску онемогућивши свако њено даље деловање. Порази на мору учинили су да Фердинанд постаје склонији за мир, који је склопљен 7. августа 1484. у Бањолу уз минимална проширења млетачке територије на штету Фераре.

## Последње године, смрт и наследство
Године 1485. потицајем новог папе Иноћентија VIII, избила је нова побуна племства, на коју је Фердинанд одговорио јако репресивним мерама, побивши њихове коловође. На овакав краљев поступак папа је екскомуницирао њега и целу његову породицу. Фердинанду није био потребан овај сукоб са папом у часу кад се спремала велика француска офанзива на територију Италије. Знајући шта се спрема, напуљски краљ је покушао упозорити владаре на полуострву, али је наишао на хладан пријем, посебно код најмоћнијих, папе Александра VI и миланског војводе Лудовика Сфорце.
Дана 25. јануара 1494. године, Фердинанд је умро у Ђенови од рака дебелог црева. На престолу га је наследио већ дугогодишњи престолонаследник Алфонсо, кога ће већ следеће године збацити француски краљ Шарл VIII Валоа.
Фердинанд је, као и Алфонсо V, био покровитељ науке и уметности. Током његове владавине Напуљ је постао прави ренесансни центар.

## Бракови и деца
У првом браку са Изабелом од Тарента, Фердинанд је имао шесторо деце:
- Алфонса II Напуљског (4. новембар 1445 - 18. децембар 1495), војводу од Калабрије и његовог наследника на престолу;
- Елеонору Напуљску, војвоткињу Фераре (22. јун 1450 - 11. октобар 1493), удату за Еркола I од Есте, војводу Фераре, коме је родила сина-наследника Алфонса I од Есте;
- Федерика IV Напуљског (19. април 1452 - 9. новембар 1504), такође будућег краља Напуља;
- Ђованија Напуљског (25. јун 1456 - 17. октобар 1485), кардинала, надбискупа Тарента, касније Острогона.
- Беатрис Напуљску (16. новембар 1457 - 23. септембар 1508), супругу, прво угарског краља Матије Корвина, а касније Владислава II Јагелонца Млађег, краља Угарске и Бохемије.
- Франческа Напуљског, војводу од Сант Анђела (16. децембар 1461 - 26. октобар 1486).

После Изабелине смрти 1465. године, Фердинанд се 14. септембра 1476. године оженио својом рођаком Хуаном од Арагона. Са њом је имао двоје деце:
- Ђовану Арагонску (15. април 1479 - 27. август 1518), удату за будућег краља Фердинанда II Напуљског, сина Алфонса II Напуљског;
- Карла Напуљског (1480—1486).

Поред законите, Фердинанд је имао и велики број незаконите деце са својим бројним конкубинама.
Са својом најпознатијом љубавницом Дијаном Гвардато имао је троје деце:
- Фернанда од Арагона и Гвардатоа, 1. војводу од Монталта (око 1460 - 1542);
- Марију од Арагона, удату за Антонија Тодескинија Пиколоминија војводу Амалфија и нећака папе Пија II и брата папе Пија III;
- Ђовану од Арагона, удату за Леонарда Гроса дела Ровере, војводу од Арче и Соре, такође нећака папе Сикста IV и Јулија II.

Са Еулалијом Равињано, Фердинанд је имао само једну кћер Марију, удату за Ђан Ђордана Орсинија.
Са Ђованом Карачоло, Фердинанд је имао шесторо деце:
- Фердинанда, војводу од Арсене;
- Арига, маркиза од Ђераче;
- Чезареа, маркиза од Санта Агате;
- Елеонору од Арагона;
- Алфонса (1460—1510), званог Копиле од Арагона, који је оженио Шарлу Лизињан, кћерку Жака II од Кипра.
- Лукрецију,[в] удату за Онората III, војводу од Алтамуре.

## Галерија
- Краљ Фердинанд на престолу, минијатура из манускрипта Празник хришћанске вере (лат. Fasti christianae religionis), Лодовика Лацарелија са краја XV века, посвећеног краљу и његовом сину војводи од Калабрије.
- Краљ Фердинанд са музом Лодовика Лацарелија, минијатура из манускрипта Лодовика Лацарелија.
- Коронато, новац краља Фердинанда из 1462. године. На аверсу се налази крст Јерусалимског краљевства.[г] На реверсу приказано краљево крунисање.
- Коронато краља Фердинанда. На аверсу се налази лик краља, а на реверсу јерусалимски крст.
- Коронато краља Фердинанда из 1488. год. На Аверсу се налази лик краља, а на реверсу Св. архангел Михаил, који копљем убија змаја.
- Армелино, сребрњак краља Фердинанда, из 1488. године. На аверсу се налази краљев грб, на реверсу хермелин, а изнад њега застава.
- Кавало, још један новчић краља Фердинанда из 1472. године. На аверсу се налази његов лик, а на реверсу коњ.

## Породично стабло
|  |                                          |  |  |  |  |  |  |  |  |  |  |  |  |  |  |  |
|  | 16. Енрике II од Кастиље                 |  |  |  |  |  |  |  |  |  |  |  |  |  |  |  |
|  |                                          |  |  |  |  |  |  |  |  |  |  |  |  |  |  |  |
|  |                                          |  |  |  |  |  |  |  |  |  |  |  |  |  |  |  |
|  | 8. Хуан I од Кастиље                     |  |  |  |  |  |  |  |  |  |  |  |  |  |  |  |
|  |                                          |  |  |  |  |  |  |  |  |  |  |  |  |  |  |  |
|  |                                          |  |  |  |  |  |  |  |  |  |  |  |  |  |  |  |
|  | 17. Хуана Мануел од Кастиље              |  |  |  |  |  |  |  |  |  |  |  |  |  |  |  |
|  |                                          |  |  |  |  |  |  |  |  |  |  |  |  |  |  |  |
|  |                                          |  |  |  |  |  |  |  |  |  |  |  |  |  |  |  |
|  | 4. Фернандо I од Арагона                 |  |  |  |  |  |  |  |  |  |  |  |  |  |  |  |
|  |                                          |  |  |  |  |  |  |  |  |  |  |  |  |  |  |  |
|  |                                          |  |  |  |  |  |  |  |  |  |  |  |  |  |  |  |
|  | 18. Пере IV од Арагона                   |  |  |  |  |  |  |  |  |  |  |  |  |  |  |  |
|  |                                          |  |  |  |  |  |  |  |  |  |  |  |  |  |  |  |
|  |                                          |  |  |  |  |  |  |  |  |  |  |  |  |  |  |  |
|  | 9. Елеонора Арагонска                    |  |  |  |  |  |  |  |  |  |  |  |  |  |  |  |
|  |                                          |  |  |  |  |  |  |  |  |  |  |  |  |  |  |  |
|  |                                          |  |  |  |  |  |  |  |  |  |  |  |  |  |  |  |
|  | 19. Елеонора од Сицилије                 |  |  |  |  |  |  |  |  |  |  |  |  |  |  |  |
|  |                                          |  |  |  |  |  |  |  |  |  |  |  |  |  |  |  |
|  |                                          |  |  |  |  |  |  |  |  |  |  |  |  |  |  |  |
|  | 2. Алфонсо V од Арагона                  |  |  |  |  |  |  |  |  |  |  |  |  |  |  |  |
|  |                                          |  |  |  |  |  |  |  |  |  |  |  |  |  |  |  |
|  |                                          |  |  |  |  |  |  |  |  |  |  |  |  |  |  |  |
|  | 20. Алфонсо XI од Кастиље                |  |  |  |  |  |  |  |  |  |  |  |  |  |  |  |
|  |                                          |  |  |  |  |  |  |  |  |  |  |  |  |  |  |  |
|  |                                          |  |  |  |  |  |  |  |  |  |  |  |  |  |  |  |
|  | 10. Санчо Алфонсо, 1. гроф од Албуркерка |  |  |  |  |  |  |  |  |  |  |  |  |  |  |  |
|  |                                          |  |  |  |  |  |  |  |  |  |  |  |  |  |  |  |
|  |                                          |  |  |  |  |  |  |  |  |  |  |  |  |  |  |  |
|  | 21. Елеонора де Гузман                   |  |  |  |  |  |  |  |  |  |  |  |  |  |  |  |
|  |                                          |  |  |  |  |  |  |  |  |  |  |  |  |  |  |  |
|  |                                          |  |  |  |  |  |  |  |  |  |  |  |  |  |  |  |
|  | 5. Елеонора од Албукерка                 |  |  |  |  |  |  |  |  |  |  |  |  |  |  |  |
|  |                                          |  |  |  |  |  |  |  |  |  |  |  |  |  |  |  |
|  |                                          |  |  |  |  |  |  |  |  |  |  |  |  |  |  |  |
|  | 22. Педро I Португалски                  |  |  |  |  |  |  |  |  |  |  |  |  |  |  |  |
|  |                                          |  |  |  |  |  |  |  |  |  |  |  |  |  |  |  |
|  |                                          |  |  |  |  |  |  |  |  |  |  |  |  |  |  |  |
|  | 11. Беатрис од Португала                 |  |  |  |  |  |  |  |  |  |  |  |  |  |  |  |
|  |                                          |  |  |  |  |  |  |  |  |  |  |  |  |  |  |  |
|  |                                          |  |  |  |  |  |  |  |  |  |  |  |  |  |  |  |
|  | 23. Инес од Кастра                       |  |  |  |  |  |  |  |  |  |  |  |  |  |  |  |
|  |                                          |  |  |  |  |  |  |  |  |  |  |  |  |  |  |  |
|  |                                          |  |  |  |  |  |  |  |  |  |  |  |  |  |  |  |
|  | 1. Фердинанд I Напуљски                  |  |  |  |  |  |  |  |  |  |  |  |  |  |  |  |
|  |                                          |  |  |  |  |  |  |  |  |  |  |  |  |  |  |  |
|  |                                          |  |  |  |  |  |  |  |  |  |  |  |  |  |  |  |
|  | 3. Ђиралдона Карлино                     |  |  |  |  |  |  |  |  |  |  |  |  |  |  |  |
|  |                                          |  |  |  |  |  |  |  |  |  |  |  |  |  |  |  |
|  |                                          |  |  |  |  |  |  |  |  |  |  |  |  |  |  |  |